# Christiaan Barnard
Christiaan Neethling Barnard (n. 8 noiembrie 1922, Beaufort West, Africa de Sud — d. 2 septembrie 2001, Paphos, Cipru) a fost un medic sudafrican.
La 3 decembrie 1967, conducând o echipă din 31 de specialiști, reușește primul transplant de inimă. După 18 zile pacientul, însă, a murit din cauza unei pneumonii.